# ویلیام اسلید (ورزشکار)
ویلیام اسلید (انگلیسی: William Slade; ۹ مهٔ ۱۸۷۳ – ۳۰ سپتامبر ۱۹۴۱) ورزشکار اهل بریتانیا بود.